# Florian Prey
Florian Prey (nascut el 1959 a Hamburg) és un cantant d'òpera alemany (baríton líric).

## Biografia
Prey va néixer fill del baríton Hermann Prey i la seva dona Barbara, de soltera Pniok. Va estudiar a la "Musikhochschule" de Múnic amb Hanno Blaschke. Va debutar com a comte a Der ferne Klang de Franz Schreker al Teatre La Fenice de Venècia. Allà també va cantar Jesús en la primera representació escènica de la Passió segons sant Joan de Bach. Florian Prey va ser membre de l'Òpera de Cambra de Viena, on va interpretar Silvio a la producció de George Tabori de Pagliacci Ruggero Leoncavallo.
Prey és membre del conjunt barroc florian prey que porta el seu nom, dedicat a la música dels segles XVII i XVIII. Ha participat en diferents enregistraments de televisió, ràdio i CD. Des del 2006 dirigeix el Festival Herbstliche Musiktage Bad Urach, que el seu pare va iniciar el 1981. A Gauting, prop de Múnic, és el director artístic del petit festival d'estiu al dipòsit de Schloss Fußberg.
L'any 2010, Florian Prey va rebre el premi Günther Klinge del municipi de Gauting pel seu treball artístic.

## Enregistraments (selecció)
publicat al segell de CD Orplid Schallträger
- Cantates morals de Georg Philipp Telemann. Florian Prey, baríton / Hans Christian Schweiker, violoncel / Stefan Palm, clavecí.
- Franz Schubert: La bella molinera. Florian Prey, baríton / Thomas Schubert, piano.
- "The evening falls quietly" - (Les cançons nocturnes més boniques) de Robert Schumann, Felix Mendelssohn Bartholdy, Johann Sebastian Bach, Johannes Brahms i altres." Florian Prey, baríton / Birgitta Eila, piano / Klaus Kämper, violoncel.
- "Willst du dein Herz mir schenken", (Me donaràs el teu cor). Cantates i cançons de Johann Sebastian Bach, Georg Philipp Telemann, Georg Friedrich Handel. Florian Prey, baríton / Marga Henschel, clavecí / Klaus Kämper, violoncel / Christoph Henschel i Markus Henschel, violí.
- Franz Schubert: Winterreise Florian Prey, baríton / Rico Gulda, piano.
- Adolph Kurt Böhm: "Zauber des Lebens", Màgia de la vida. Cançons basades en poemes d'Albrecht Graf von Rechberg. Florian Prey, baríton / Birgitta Eila, piano.
- Adolph Kurt Böhm: Genius Astri. Cançons basades en poemes de Manfred Kyber. Florian Prey, baríton / Birgitta Eila, piano.
- Adolph Kurt Böhm: "Ein stilles Fensterlein", Una petita finestra tranquil·la. Cançons i balades després de Wilhelm Busch. Florian Prey, baríton / Detlev Eisinger, piano.